# Rodeløkkalinjen
Rodeløkkalinjen var en del af Oslos sporveje, der betjente kvarteret Rodeløkka fra 1900 til 1961. Rodeløllalinjen blev bygget af Kristiania Kommunale Sporveie (KKS) i 1900 og blev overtaget af Kristiania Sporveisselskab (KSS) i 1905. I 1924 overgik ejerskabet til Oslo Sporveier. Trafikken blev varetaget af linje 9 indtil 1949, hvor der blev indsat busser i stedet. I 1955 blev der bygget en ny sporvej fra Carl Berners plass til Rodeløkka, der var i drift indtil 1961. Den sydlige del blev herefter en del af den stadig eksisterende Sinsenlinjen, mens resten af sporene blev taget op mellem 1962 og 1964.

## Historie
I 1899 etablerede kommunen KKS med henblik på at bygge og drive tre sporvognslinjer. Rodeløkkalinjen blev åbnet som den anden 23. marts 1900. Linjen udgik fra Nybrua nær Hausmanns gate, hvor den var forbundet med den KSS-ejede Grünerløkka–Torshov-linjen. Herfra gik den ad Trondheimsveien - Helgesens gate - Rathkes gate - Verksgata - Københavnsgata til Dælenenggata. Her blev der opført en lille remise med plads til seks vogne. Linjen var dobbeltsporet indtil Tromsøgata. 26. januar 1901 blev der åbnet en ny forbindelse fra Tollbugata ad Dronningens gate til Kirkeristen, hvorefter selskabet ikke længere behøvede at benytte Kristiania Elektriske Sporveis spor i centrum. KKS blev overtaget af KSS i 1905. 
1. februar 1923 åbnedes en sidelinje til Rodeløkkalinjen i form af Sinsenlinjen, der fortsatte ad Trondheimsveien til Carl Berners plass. Rodeløkkalinjen selv blev udbygget med dobbeltspor i sin fulde længde i 1938. Fra december 1940 til 14. januar 1945 kørte der trolleybusser i forlængelse af Rodeløkkalinjen fra Rodeløkka til Søndre Åsen. Sporvognene på Rodekøkkalinjen blev erstattet af buslinje 27 6. februar, idet sporene dog blev liggende.
3. januar 1955 blev der åbnet en ny linje til Rodeløkka. Busdriften havde været dyrere end sporvognene, så nu blev der lagt dobbeltspor fra Carl Berners plass ad Dælenenggata til Rodeløkka. Desuden anlagdes en vendesløjfe ad Dælenengata - Fagerheimgata - Marstrandgata - Københavngata. De nye spor blev forbundet med den gamle Rodeløkkalinjen på Københavnsgata. Trafikken på Rodekøkkalinjen ophørte 23. april 1961, hvorefter sporene blev taget op mellem 1962 og 1964.

## Drift
Linjen gik oprindeligt til Egertorget via Stortorvet. Efter at den blev overtaget af KSS fik den linjenummer 9 og kørte hvert 12. minut, idet den desuden blev forbundet med Skøyenlinjen til Skøyen. Da Sinsenlinjen åbnede, blev den sydlige del også betjent af linje 13, hvilket gav sporvogne hvert 6. minut syd for Helgesens gate. Efter Oslo Sporveiers overtagelse blev driften ændret til hvert 15. minut fra 29. juni 1924. 29. maj 1927 blev linje 13 erstattet af linje 12, og 19. juni blev linje 9 til linje 17, der fortsatte ad Ullevål hageby-linjen på den anden side af centrum. Fra 19. januar 1937 blev Sinsenlinjen også betjent af linje 3. 10. december 1939 indsattes der sporvogne af typen Gullfisk på Sinsenlinjen. Ved genåbningen af Rodeløkkalinjen i 1955 blev driften overtaget af linje 13 med SM-53-vogne. Den nye linje havde færre passagerer end forventet, så fra 1959 blev den kun betjent i myldretiden og fik desuden endestation ved Jernbanetorget i centrum.